# Gare de Velyki Birky
 (avril 2023).
Si vous disposez d'ouvrages ou d'articles de référence ou si vous connaissez des sites web de qualité traitant du thème abordé ici, merci de compléter l'article en donnant les références utiles à sa vérifiabilité et en les liant à la section « Notes et références ».
La gare de Velyki Birky, (ukrainien : Бірки-Великі (станція)) est une gare ferroviaire ukrainienne située dans l'oblast de Ternopil.

## Situation ferroviaire
Elle se trouve à la confluence de deux lignes : Pidvolochysk à Ternopil et Birky-Veliky à Grymaïliv.

## Histoire
Elle fut construite en 1871 sur la ligne du Chemin de fer de Galicie.

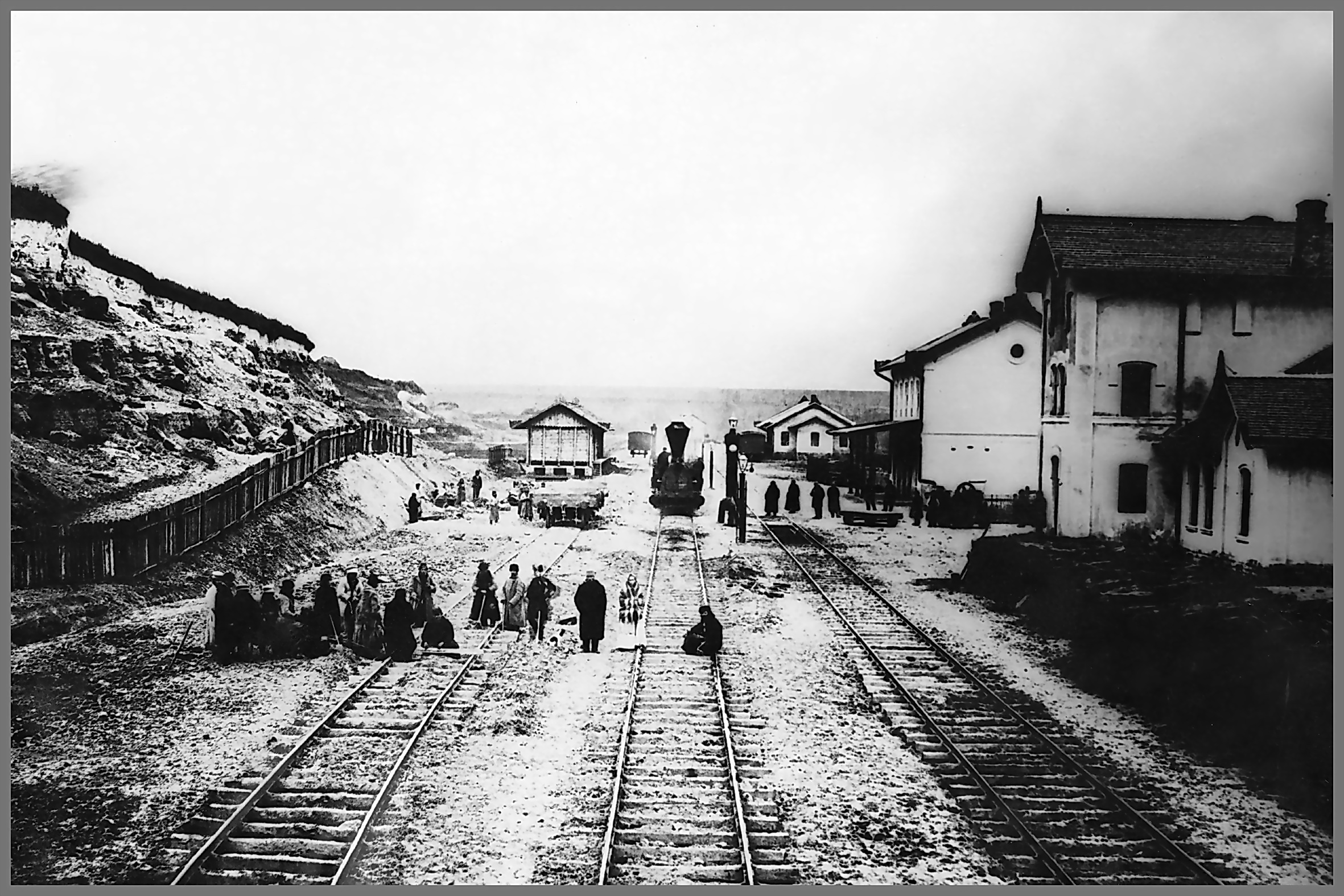
Fin XIXe siècle.